# Lad
Lad (németül: Lott) község Somogy vármegyében, a Barcsi járásban.

## Fekvése
Hencsétől 8 kilométerre délre, Barcstól 30 kilométerre északra, Szigetvártól 16 kilométerre északnyugatra fekszik a Dél-Somogyban; központján a Szigetvár-Kadarkút közti 6607-es út vezet végig, Barccsal a 6623-as út köti össze. Korábban erre vezetett a Kaposvár–Barcs-vasútvonal, de manapság már csak közúton közelíthető meg a község.

## Története
A mai község Magyarlad és Németlad egyesüléséből jött létre 1950-ben. A középkorban – éppúgy, mint napjainkban – Lad nevű helységként tartották számon: 1772-ben csak magyar nyelvet beszélő polgárok éltek a településen. Ahogy Somogyban több helyen is, a 18. század közepén telepedtek a németek Ladra. Új utcasorok épültek, és 1745-ben két részre szakadt a valójában egységes szerkezetű falu. A megkülönböztetés egészen 1950-ig tartott, akkor kapta vissza az eredeti, hajdani Lad nevet a község.
Az 1950-es megyerendezés előtt a két település a Szigetvári járáshoz tartozott. Mivel ekkor az egyesített Lad és Patosfa kivételével az egész járást Baranya megyéhez csatolták, ezért e két község a Barcsi járáshoz került.

### Magyarlad
A középkorban csak egy Lad nevű helység volt a vármegye területén, mely már az 1332-1337. évi pápai tizedjegyzékben is szerepelt, tehát ekkor már plébániája is volt. 1452-ben Csapi Máté birtoka volt, aki itteni birtokait Páti Török Lászlónak adta zálogba, 1453-ban pedig a Bódogasszonyfalvi család nőtagjai a helység részeit a Csapiaknak zálogosították el. 1459-ben Csapi András itteni birtokaira szabad rendelkezési jogot nyert a királytól. 1464-ben Berényi Benedek és Geresgali Baby György új adományul kapták meg, majd 1468-ban Battyáni Péter fia, Benedek, kapta. 1489-ben a Ladi család, 1536-ban Ipoltfy János, 1550-ben Both György, 1598-1599-ben Istvánffy Miklós birtoka volt. A török időkben, az 1565-1566. évi török kincstári adólajstromban Lad 8 házzal volt felvéve. Az 1660. évi pannonhalmi főapátsági dézsmaváltságjegyzék szerint az Istvánffy családé volt. 1715-ben 7 háztartást írtak benne össze s ekkor a kincstár birtoka volt. 1726-1733 között a gróf Rindsmaul család birtoka, 1738-ban Szily Ádám birtokába került. További sorsa Németladéval azonos.
Református temploma 1734-ben épült.

### Németlad
A középkorban csak egy Lad nevű helység volt itt. 1745-ben németek telepedtek le Ladra. Ekkor a helység két részre szakadt és ez a falu lett Németlad.
A gróf Hoyos Miksa parkjához tartozó kis angol erdőben látható romok és szobormaradványok egy régi kolostor és templom nyomait mutatják. A hajdani kolostor birtoklását különben a Magyarlad határában fekvő Máriahegy és Pap-erdő is bizonyítani látszanak. A két Lad helység birtokosa az újabb korig a Czindery család volt, de Czindery László 1860 január 24-én bekövetkezett halálával itteni birtokai báró Wenckheim Bélára szálltak, az 1900-as évek elején pedig gróf Hoyos Miksa és gróf Festetics Kálmán volt a nagyobb birtokosa. A községbeli szép kastélyt gróf Hoyos Miksa 1910-ben építtette, a kastélyban 4000 kötetes könyvtára volt.
1875-ben és 1880-ban nagy tűzvész pusztított a településen, ekkor majdnem az egész község a lángok martaléka lett.
A település határában fekvő Tolvajvölgyet egykor sűrű erdő borította, amely a régi betyárvilágban sok szegénylegénynek a búvóhelye volt.
A településhez tartoztak Gyöngyös-puszta, Mária-major, Tiltvány- és Szentmihály-puszták is.

### Szentmihálypuszta
Szentmihálypuszta a középkorban falu volt, mely már az 1332-1337. évi pápai tizedjegyzékben is előfordult, tehát ekkor már egyháza is volt. 1452-ben Csapi Máté itteni birtokait Páti Török Lászlónak zálogosította el. 1459-ben Csapi András volt a birtokosa. Az 1565-1566. évi török kincstári adólajstromban Lad-Szent-Mihály néven 8 házzal volt feltüntetve. 1593-1599 között Istvánffy Miklós birtoka volt. 1733-ban már csak puszta és a Hunyady családé volt.

### Veresfalva
A Németladtól keletre elterülő Vörösfai-dűlő Veresfalva (Veresfalu) emlékét őrzi. Veresfalva 1486-ban Dombai Ferenc, 1506-ban pedig néhai Dombai Dávid birtoka volt. 1598-1599-ben Batthyány Farkas volt a földesura.
Veresfalva a 17. század elején teljesen elpusztult.

## Közélete

### Polgármesterei
- 1990–1994: Stix József (KDNP)[3]
- 1994–1998: Németh József (KDNP)[4]
- 1998–2002: Németh József (független)[5]
- 2002–2006: Pirosné Tamás Krisztina (független)[6]
- 2006–2010: Pirosné Tamás Krisztina (független)[7]
- 2010–2014: Pirosné Tamás Krisztina (független)[8]
- 2014–2019: Pirosné Tamás Krisztina (független)[9]
- 2019–2024: Pirosné Tamás Krisztina (független)[10]
- 2024– : Pirosné Tamás Krisztina (független)[1]

## Népesség
A település népességének változása:
| Lakosok száma | 558  | 561  | 572  | 540  | 546  | 540  | 535  |
|               | 2013 | 2014 | 2015 | 2021 | 2022 | 2023 | 2024 |

A 2011-es népszámlálás során a lakosok 98,2%-a magyarnak, 2,1% cigánynak, 8,7% németnek mondta magát (0,9% nem nyilatkozott; a kettős identitások miatt a végösszeg nagyobb lehet 100%-nál). A vallási megoszlás a következő volt: római katolikus 75,8%, református 13,5%, evangélikus 0,2%, felekezet nélküli 7,3% (3% nem nyilatkozott).
2022-ben a lakosság 90,5%-a vallotta magát magyarnak, 5,1% németnek, 2,7% cigánynak, 0,2% ukránnak, 3,1% egyéb, nem hazai nemzetiségűnek (7,7% nem nyilatkozott; a kettős identitások miatt a végösszeg nagyobb lehet 100%-nál). Vallásuk szerint 50% volt római katolikus, 10,1% református, 0,2% evangélikus, 1,3% egyéb keresztény, 0,9% egyéb katolikus, 12,6% felekezeten kívüli (24,7% nem válaszolt).

## Látnivalók

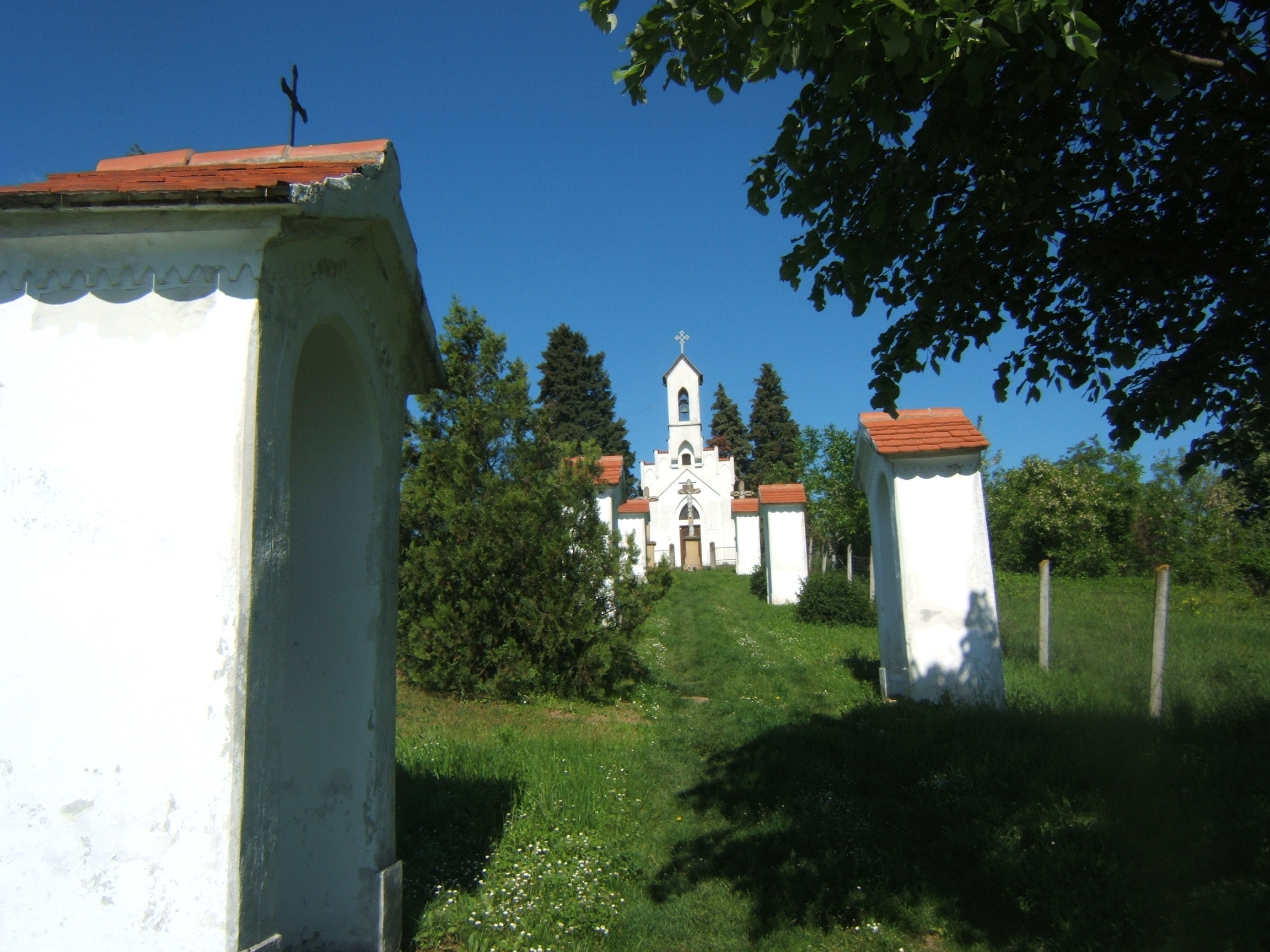
Műemlék kálvária és kápolna

- Lad egyik figyelemre méltó látnivalója a temetőben található. A 19. században épített kálvária vezet a gondosan karbantartott temetőkápolnához, melynek építését 1855-ben fejezték be. A temetőkertben lévő mamutfenyőliget is védett. A közútról is látható, és könnyen megközelíthető helyen, a Szabadság tér 18. szám alatt van egy műemléki védettségű istállóépület, mely klasszicista stílusban, a 19. század első felében épült.[13]
- Kiemelkedő látnivaló a hajdani Magyarlad és Németlad határán, ma a falu közepén található, Hoyos Miksa-féle grófi kastély és az azt övező park. A kétszintes, ötszáz négyzetméteres építmény alatt nagy, kétszáz négyzetméteres pincerendszer is van. A kastély ma egy vállalkozó tulajdona.

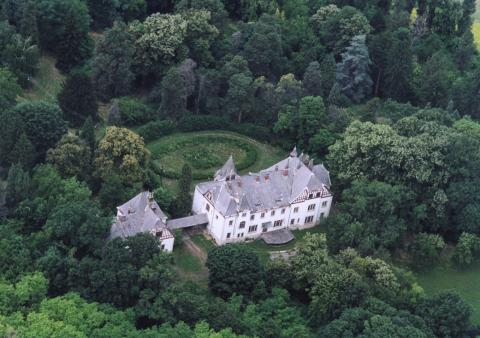
A kastély

- Az épület közvetlen környezetéhez csatlakozik egy harminchektáros parkerdő, melyet 1943-ban védetté nyilvánítottak. Mivel ez a terület a zselici erdők és a belső-somogyi homokvidék határán fekszik, növényvilága rendkívül gazdag és változatos. A mocsárciprustól a mamutfenyőig csaknem minden egzóta megtalálható. Hoyos Miksa, aki megszállott gyűjtő is volt, a kocsányos tölgy és a juhar mellé Kelet-Kínából származó szillevelű gumifát, tiszafát telepített és megtalálhatjuk a fenyőfákat is számtalan örökzöld társaságában. A parkban háromszáz évesnél idősebb tölgyek, platánok, hársak és juharok is megszemlélhetők.
- A falu római katolikus temploma mellett egy 1867-ből származó (158 éves) kőkereszt és egy 1903-ban állított (122 éves) Szent Vendel-szobor áll.

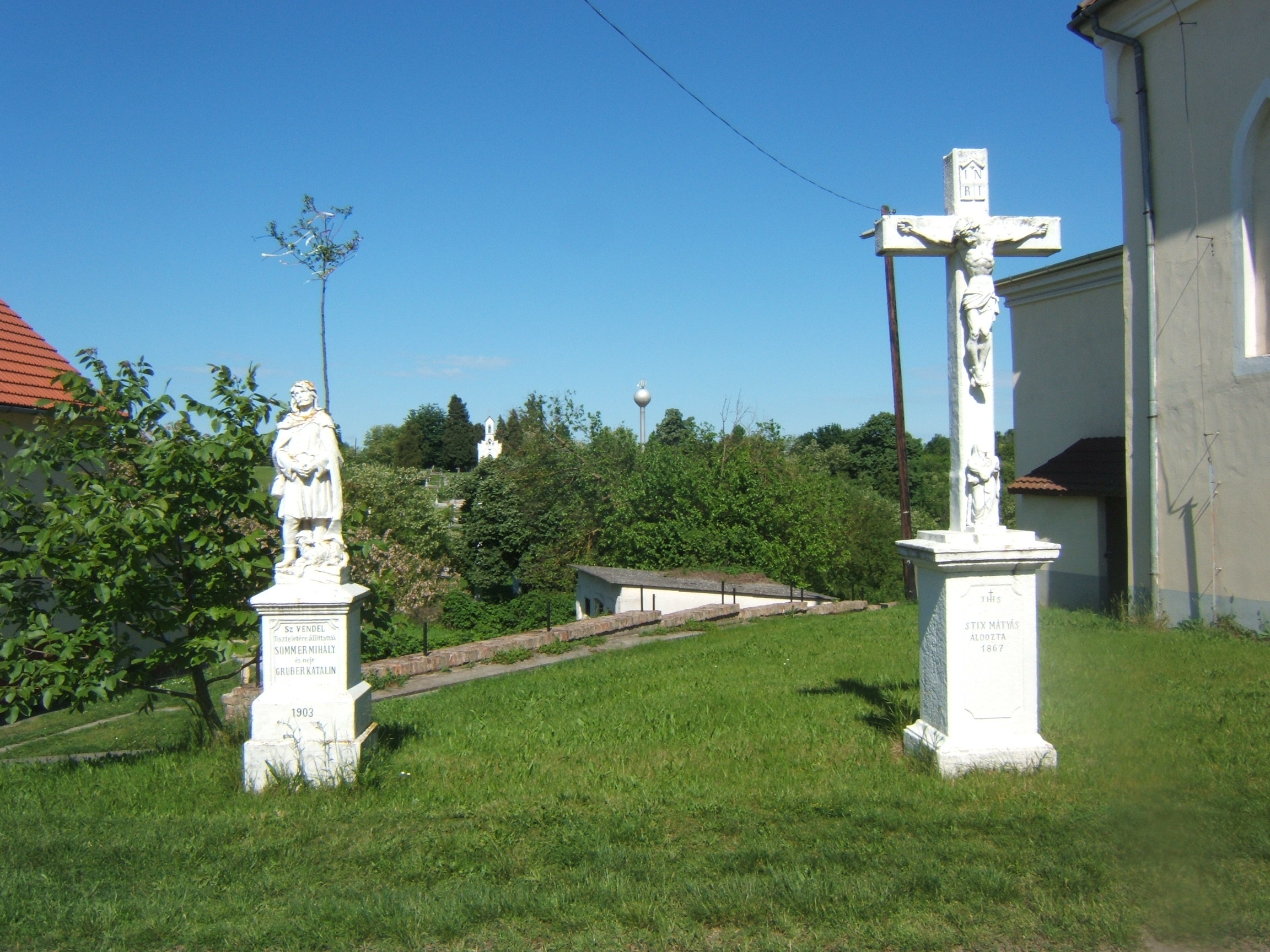
Kőkereszt és szobor

## Ismert emberek
- Itt, Németladon született 1879. december 31-én Ladi János tanító, író, költő, 1919-es mártír.
- Itt született Maurer László magyar bajnok labdarúgó.
- Itt, Németladon született 1905. november 16-án Szegfy László háromszoros magyar bajnok, európabajnoki bronzérmes, olimpikon ökölvívó, mesteredző.

## Egyéb
Itt működik a 610. számú Mindszenty Bíboros cserkészcsapat.